# Groenlandse parlementsverkiezingen 2009
Dit artikel toont de resultaten van de parlementaire verkiezingen in Groenland op 2 juni 2009.
De regeringspartij Siumut geleid door premier Hans Enoksen raakte voor het eerst in 30 jaar de macht kwijt. Op 7 juni 2009 kondigde de linkse Inuit Ataqatigiit aan een coalitie te willen vormen met de Demokraatit en Kattusseqatigiit.

## Resultaten
| Partij                               | Stemmen 2009 | % 2009 | Zetels 2009 | % 2005 | Zetels 2005 |
| ------------------------------------ | ------------ | ------ | ----------- | ------ | ----------- |
| Inuit Ataqatigiit (Inuitgemeenschap) | 12.457       | 43,7   | 14          | 22,4   | 7           |
| Siumut (Voorwaarts)                  | 7.567        | 26,5   | 9           | 30,4   | 10          |
| Demokraatit (Democraten)             | 3.620        | 12,7   | 4           | 22,6   | 7           |
| Atassut (Saamhorigheid)              | 3.094        | 10,9   | 3           | 19,0   | 6           |
| Kattusseqatigiit (Onafhankelijken)   | 1.084        | 3,8    | 1           | 4,0    | 1           |
| Sorlaat Partiiat (Wortels)           | 383          | 1,3    | 0           | -      | -           |
| Overigen                             | 70           | 0,2    | 0           | 0,7    | 0           |
| Opkomst 71,3% (2005: 74,9%). Totaal: | 28.275       |        | 31          |        | 31          |
| Bron: Det Grønlandske Valgsystem     |              |        |             |        |             |